# Alois Pöschl

Die Alois Pöschl GmbH & Co. KG mit der Marke Pöschl Tabak ist einer der führenden konzernunabhängigen Hersteller von Feinschnitt- und Pfeifentabaken sowie Zigaretten und nach eigenen Angaben der weltweit größte Produzent von Schnupftabak.
Das niederbayerische Unternehmen mit Sitz in Geisenhausen bei Landshut beschäftigt etwa 930 Mitarbeiter weltweit (davon über 430 in Deutschland) und ist immer noch im Besitz der Familien Pöschl und Engels. Das Unternehmen erwirtschaftete im Jahr 2020 einen Umsatz von über 639 Millionen Euro in der gesamten Unternehmensgruppe, verfügt über 15 Tochter- und Beteiligungsgesellschaften und exportiert in über 100 Länder weltweit.

## Geschichte
Am 24. Dezember 1902 wurde das Unternehmen als „Alois Pöschl Tabakfabriken“ als Brasiltabakfabrik A. Pöschl & Cie. in Landshut von dem Schnupftabakvertreter Alois Pöschl gegründet, der sich damit im Alter von 29 Jahren selbstständig machte. Pöschls Kompagnon und Mitbegründer Max Ebenherr schied schon kurze Zeit später aus dem Unternehmen aus. Angesichts der zunächst bescheidenen Mittel und der wenigen Gerätschaften konzentrierte sich der Jungunternehmer anfangs auf die Produktion und den Verkauf von „Schmalzler“-Schnupftabak.
Der Standort wurde gewählt, da an der Isar die Tabakmühlen betrieben werden konnten, mitten in Niederbayern, einem sehr wichtigen Absatzgebiet für Schnupftabak.
- 1920 Einführung der Pöschl Schutzmarke („P“ umgeben von einem Achteck mit stilisierter Berglandschaft), die bis heute die Produkte ziert.
- 1923 Einführung des ersten tabakfreien Schnupfpulvers „Schneeling“.
- 1935 Eintritt der Söhne Alois Pöschl jr. (* 1916 in Berlin[6]) und Wilhelm Pöschl in das Unternehmen.
- 1936 Umwandlung des Unternehmens in eine Offene Handelsgesellschaft.
- 1949 Beginn mit der Produktion von Rauchtabak (Pfeifen- und Zigarettentabak).
- 1971 Einführung der heute weltweit größten Schnupftabakmarke Gletscherprise.
- 1980 Übernahme der Geschäftsführung durch Ernst Pöschl (Sohn von Wilhelm Pöschl) und Robert Engels (Schwiegersohn von Alois Pöschl jr.).
- 1994 Einführung der Red Bull Feinschnittfamilie.
- 1995 errichtete die Firma in Geisenhausen auf einem etwa 50.000 Quadratmeter großen Grundstück eine neue Produktions- und Verwaltungsstätte.
- 2006 Einführung des zusatzstofffreien Tabaks PUEBLO Feinschnitt.
- 2008 Beginn einer eigenen Zigarettenfertigung.
- 2011 größter Absatz mit über 6.000.000 kg in der 110-jährigen Firmengeschichte.[7]
- 2012 Erweiterung der Produktionskapazitäten in Geisenhausen durch Errichtung einer neuen Produktionshalle.

## Produkte

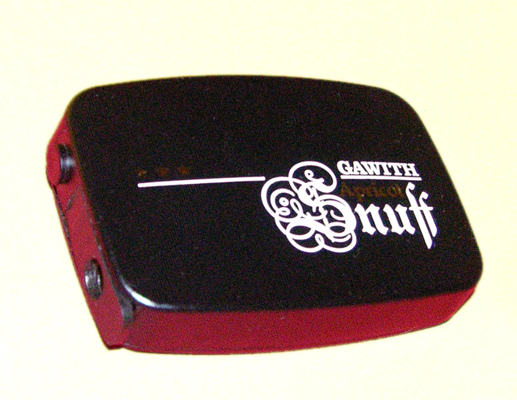
Gawith Apricot Snuff

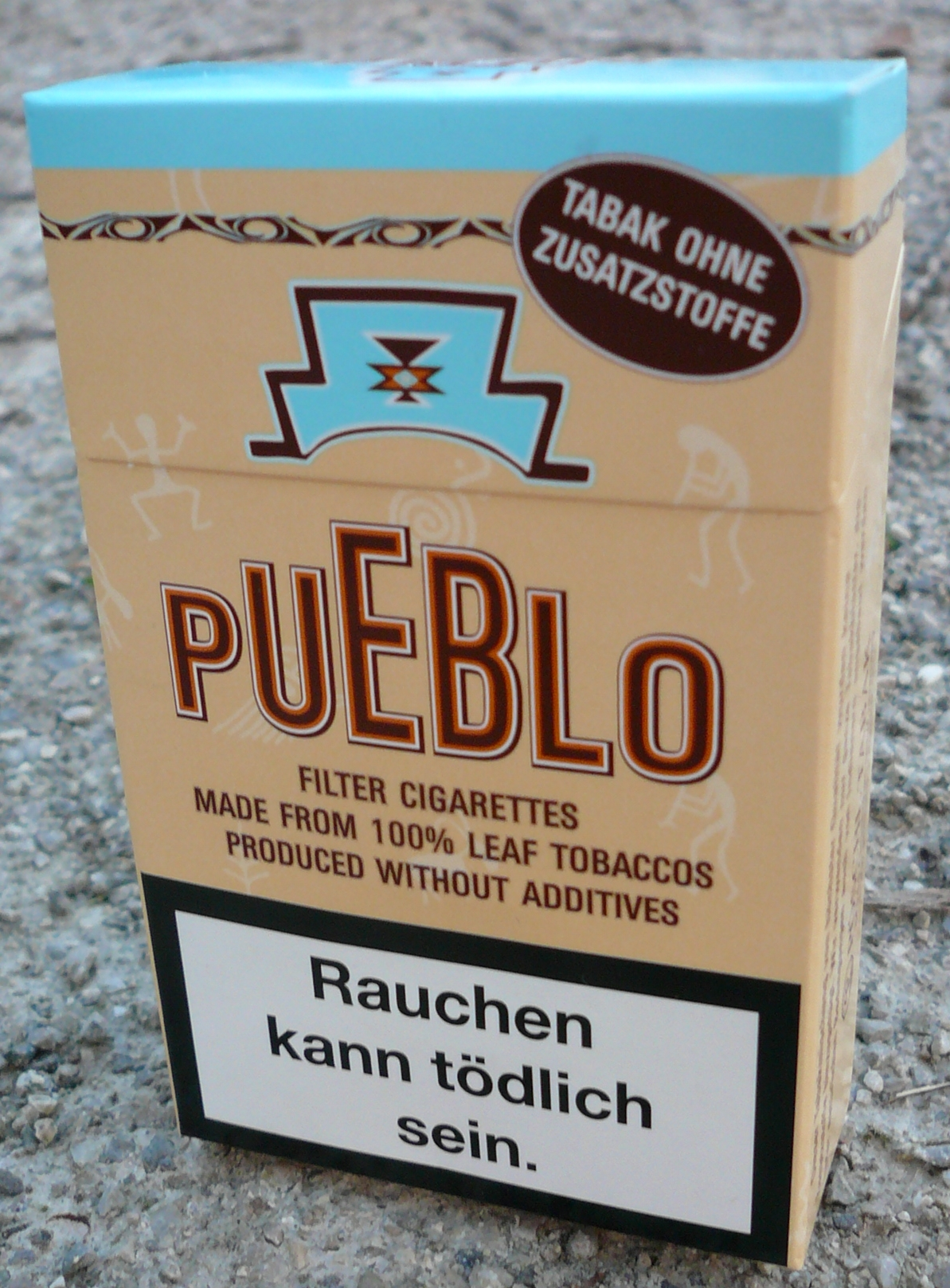
Zigaretten

Erzeugnisse sind nach eigenen Angaben:
- Schnupftabake: Alpina Snuff, Andechs Snuff, Bayernprise, Edelfrucht Snuff, FC Bayern Snuff, Gawith Original Snuff (ehemals Apricot) bzw. Gawith Silver Snuff (ehemals Cola-Snuff, unter der Lizenz von Gawith Hoggarth Ltd.), Gletscherprise Snuff, Gletscherprise Extra, Glück auf Prise, Jubiläumsprise, Löwen-Prise Snuff, Mac Craig Royal Snuff, Mix Snuff, Ozona Snuff, Ozona C-Type (ehemals Cherry), Ozona R-Type (ehemals Raspberry), Ozona O-Type (ehemals Orange), Ozona S-Type (ehemals Spearmint Snuff), Ozona Presidents Snuff, Ozona English Type Snuff, Packard's Club Snuff, Radford Premium Snuff, Red Bull Snuff, JBR Green Snuff, JBR Blue, JBR Red, JBR Yellow.
- Tabakfreies Schnupfpulver: Ozona Snuffy weiß und Schneeberg.
- Traditionelle bayerische Schmalzler: Brasil A, Doppelaroma D, Südfrucht und Perlesreuter.
- Pfeifentabake: Exclusiv, Brookfield, Golden Blend´s, Hansa Krüll, Radford´s und Thomas Radford.
- Zigaretten: Pueblo.
- Zigarettentabak: Bounty, Brookfield, Holland Art, J. Brumfit & Radford, Manilla, Pontiac, Pueblo, Red Bull, The Turner.[8]